# Diplodonta nucleiformis
Diplodonta nucleiformis is een tweekleppigensoort uit de familie van de Ungulinidae. De wetenschappelijke naam van de soort is voor het eerst geldig gepubliceerd in 1840 door W. Wagner.